# ドネツィク市電
ドネツィク市電（ウクライナ語: Донецький трамвай、ロシア語: Донецкий трамвай）は、ウクライナ（2014年以降はドネツク人民共和国による実効支配下）の都市・ドネツィク市内に存在する路面電車。2020年現在、トロリーバスや路線バスと共に市営企業であるドンエレクトロアヴトトランス（КП администрации города Донецка «Донэлектроавтотранс»）によって運営されている。

## 歴史
ドネツィク市内に路面電車を建設するプロジェクトが始動したのは、都市の名前が「スターリン」と呼ばれていた時代、1927年3月2日であった。建設は早期に始まり、一時都市名が「スタリノ」に改められていた1928年6月15日に市内中心部とソ連国鉄の駅を結ぶ最初の路線が開通し、同年には延伸も実施された。当初から路面電車は市が運営する公営路線で、開通当時は他の市営事業と共に「トランスヴェト（«Трамсвет»）」と言う組織によって運営されていたが、1931年以降は「スターリン都市鉄道（«Сталинская городская железная дорога»）」と言う独立した事業体への移管が実施された。車両基地が完成した1932年時点で5系統が運用されていた。
その後も路面電車の規模は拡大を続け、1939年に開通したトロリーバスと共に「1940年代以降は路面電車・トロリーバス信託（трамвайно-троллейбусного треста）」によって運営されていた。1941年には計12系統を有する路線網が存在したが、第二次世界大戦（大祖国戦争）時にナチス・ドイツの占領下に置かれた中で路面電車を含む公共交通機関網は徹底的な破壊を受けた。復興が始まったのは都市が占領から解放された1943年以降で、1945年には4系統が運行していた。
1950年代は路線の復興に加えて新規路線の開通や新型車両の導入が積極的に実施され、1955年時点で8系統だった路線網は1971年には15系統に拡大した。その間の1961年に都市名がドネツィクに改められた事で運営組織名もドネツィク路面電車・トロリーバス事業（Донецкое трамвайно-троллейбусное управление）に変更された他、1967年からはチェコスロバキア（現：チェコ）製のタトラT3SUの大量導入が行われた。ソビエト連邦の崩壊後、ウクライナの都市になって以降は長期に渡り車両の更新が途絶えたものの、2000年代以降はウクライナやロシア連邦製の電車が多数導入された。
2014年にドネツィクがドネツク人民共和国の実効支配下に置かれて以降もドネツィク市電の運行は続いており、2018年には開通90周年を祝う式典が実施されたが、低賃金や賃金そのものの未払いなど労働環境の悪化が要因となった運転手不足などから各系統の本数は大幅に減少している。ただし2020年2月1日以降はドネツィク市電を始めとした公共交通機関の運賃を値上げする事による賃金の増加が図られている。

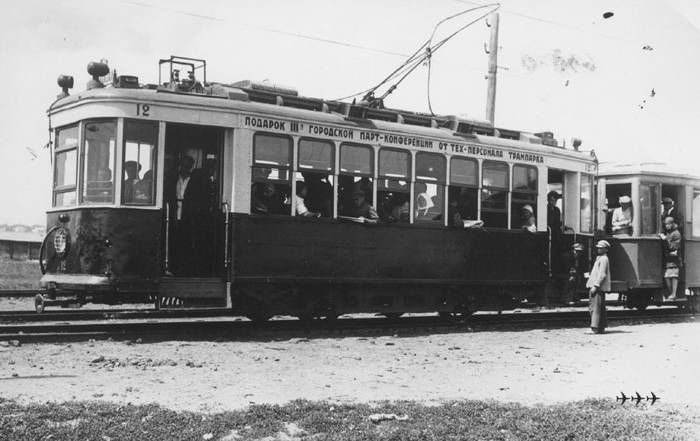
開通時に導入された2軸車のKh形（1932年撮影）

## 運用
2020年現在、ドネツィク市電では以下の9系統が運用されている。運賃はドネツィク市が運営するトロリーバスや路線バスと統一されており、2020年2月1日に実施された値上げ以降は6ロシア・ルーブルとなっている。
| 系統番号 | 起点               | 終点                    | 営業キロ | 使用車両                | 備考・参考 |
| -------- | ------------------ | ----------------------- | -------- | ----------------------- | ---------- |
| 1        | ДМЗ                | Ж/Д вокзал              | 11.05km  | タトラT3SU K-1 LM-2008  |            |
| 3        | ул.Красноармейская | завод Донгормаш         | 5.70km   | タトラT3SU              |            |
| 4        | ул.Красноармейская | пр.Панфилова            | 4.75km   | タトラT3SU              |            |
| 5        | ул.Красноармейская | ул.Кирова               | 9.5km    | タトラT3SU              |            |
| 8        | ул.Красноармейская | ул.Петровского          | 12.3km   | タトラT3SU タトラT6B5SU |            |
| 9        | ул.Горького        | ПКТИ                    | 3.15km   | タトラT3SU              |            |
| 10       | ул.Горького        | мрн.Восточный           | 13.2km   | タトラT3SU              |            |
| 15       | пл.Буденновская    | ш/у им. газеты "Правда" | 8.95km   | タトラT3SU              |            |
| 16       | ул.Киров           | пр.Кобзаря              | 8.95km   | タトラT3SU              |            |

## 車両
ドネツィク市電で使用されている車両は、1932年に開設された第3車庫（Депо № 3）と1961年に増設された第4車庫（Депо № 4）に配置されている。

### 営業用車両
- タトラT3SU - 東側諸国各地に導入されたチェコスロバキア（現：チェコ）のタトラ国営会社スミーホフ工場（→ČKDタトラ）製路面電車車両（タトラカー）のうち、旧ソ連の各都市向けに耐寒設備の強化などを実施した形式。ドネツィク市電では1967年から営業運転を開始しており、当初は右側面の2箇所（前・後）にのみ乗降扉が設置されていたが、1977年以降は中央にも扉が設置された片側3扉に構造が変更され、1987年までに計251両もの大量生産が実施された[1][2][6][10]。
  - タトラT3A - ラトビアの首都・リガを走るリガ市電で使用されているタトラT3SUの更新車。超低床電車への置き換えにより廃車が進められているが、そのうち3両はドネツィク市電への譲渡が実施されている[11][12]。
  - DT-1 - ドネツク人民共和国による実効支配後、1980年代に製造されたタトラT3SUを対象に前面や運転台の交換、誘導電動機や回生ブレーキの導入など機器の更新を実施した車両。改造はドネツィク電気技術工場（«Донецкий электротехнический завод»、ДЭТЗ）で行われ、2018年から営業運転を開始した。車体形状がロシア連邦のイジェフスク市電の更新車両と類似している事、塗装がドネツク人民共和国の旗と同様に赤と黒を基調としたものである事、「私はドネツクである（Я –Донецкий）」と言う愛称[注釈 2]など、政治的な要素が多数指摘されている[2][6][7]。
- タトラT6B5SU - タトラT3SUの後継車両としてČKDタトラが開発した車種。車体構造の変更や制御装置の変更（電機子チョッパ制御）など多数の新たな要素が用いられた。そのうちドネツィク市電に導入されたのはウクライナの鉄道車両メーカーであるタトラ＝ユークによるライセンス生産車両で、2003年に6両が導入された。導入当初は総括制御による連結運転が実施されたが、2020年現在は単独での運用に変更されている[1][2][6]。
- K-1 - タトラT6B5SUを基に開発されたタトラ＝ユーク製の電車。2003年から2008年にかけて28両が導入されたが、2016年に2両が廃車・解体されている[1][2][6]。
- LM-2008（71-153） - ロシア連邦・サンクトペテルブルクに存在したペテルブルク路面電車機械工場製の電車。車体中央部の床上高さが低いドネツィク市電初の超低床電車（部分超低床電車）で、2010年から1両が営業運転に用いられている[1][2]。

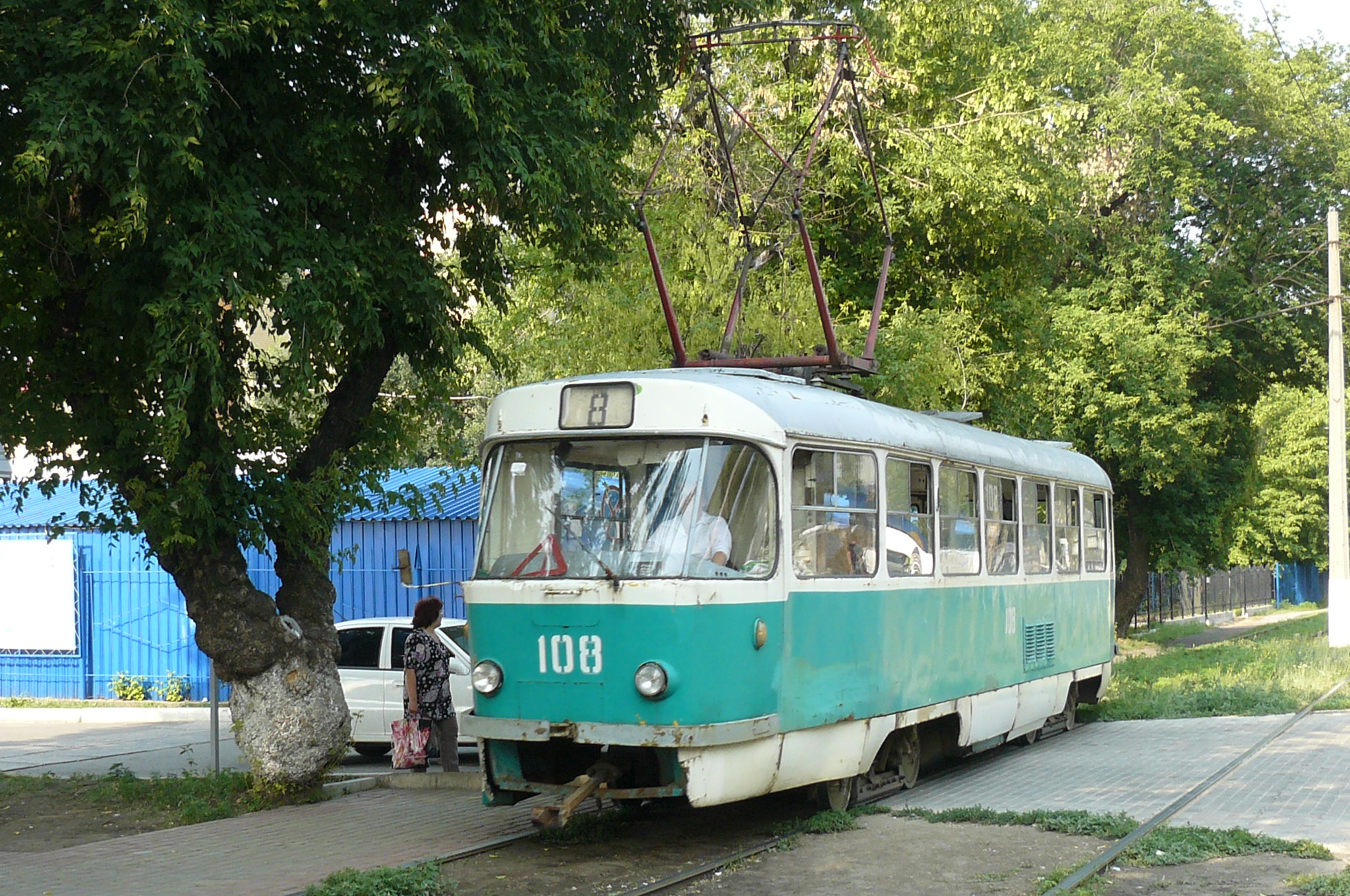
タトラT3SU（2012年撮影）
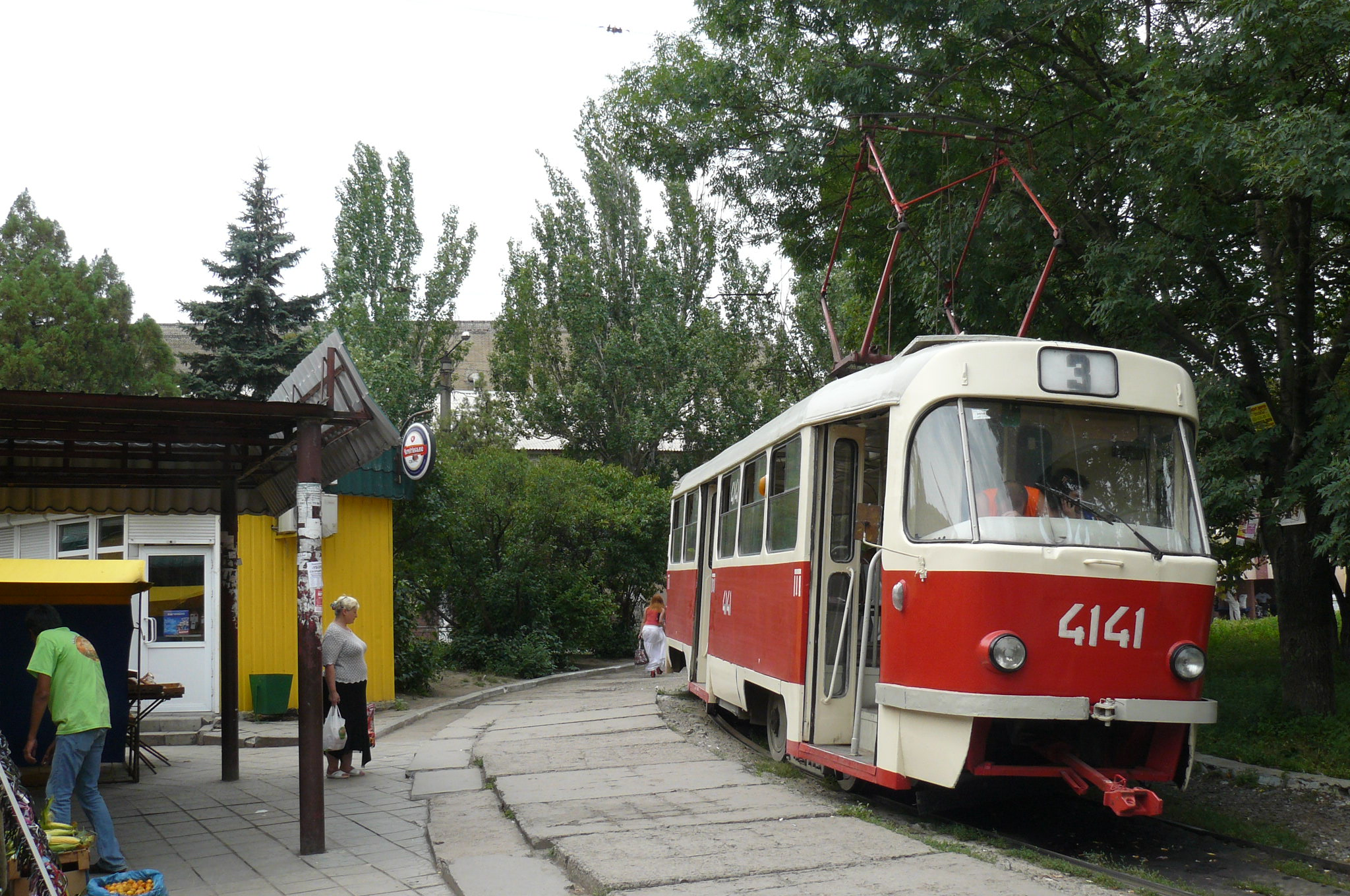
タトラT3SU（2012年撮影）
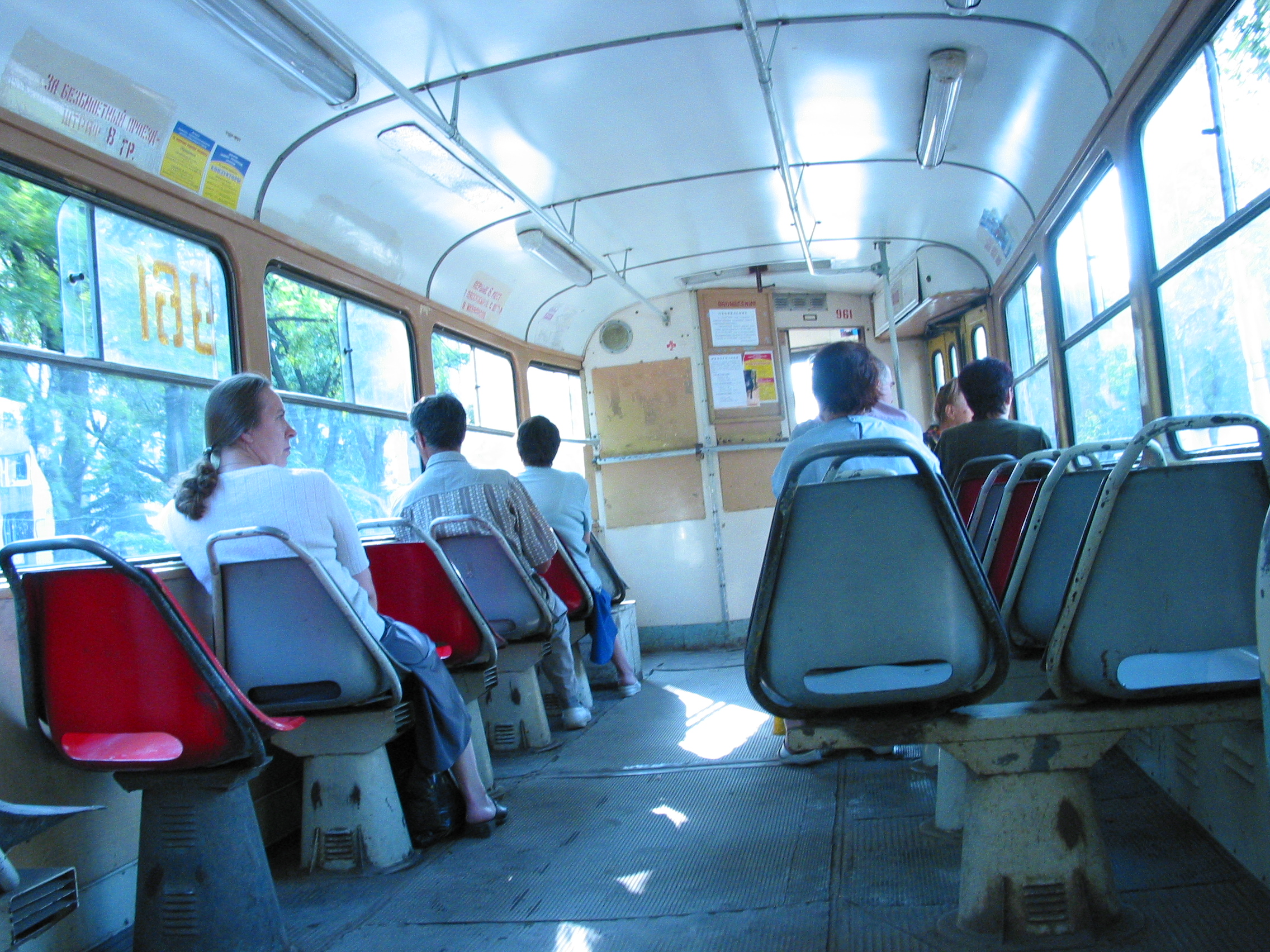
タトラT3SU（車内）
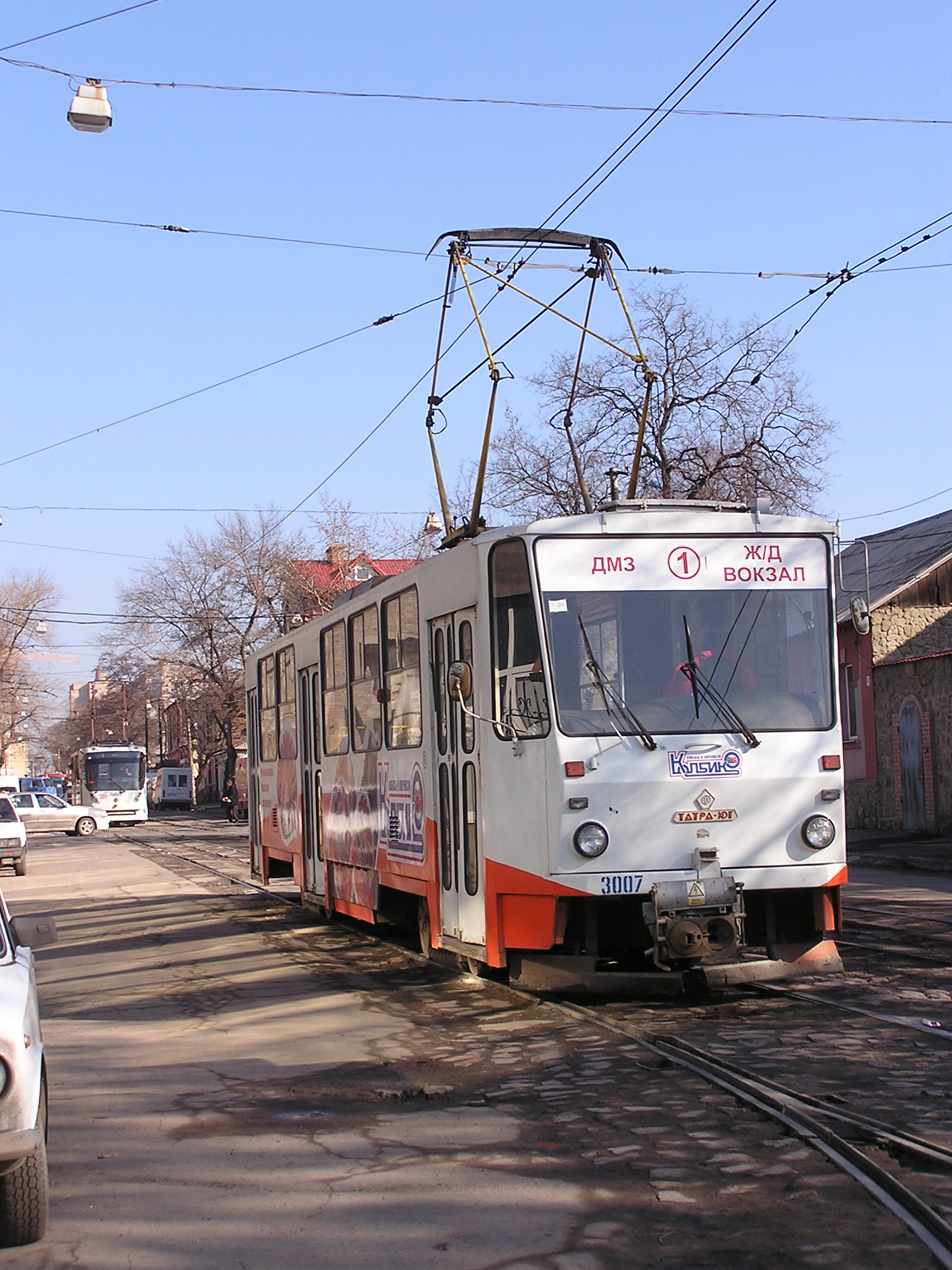
タトラT6B5SU（広告塗装）
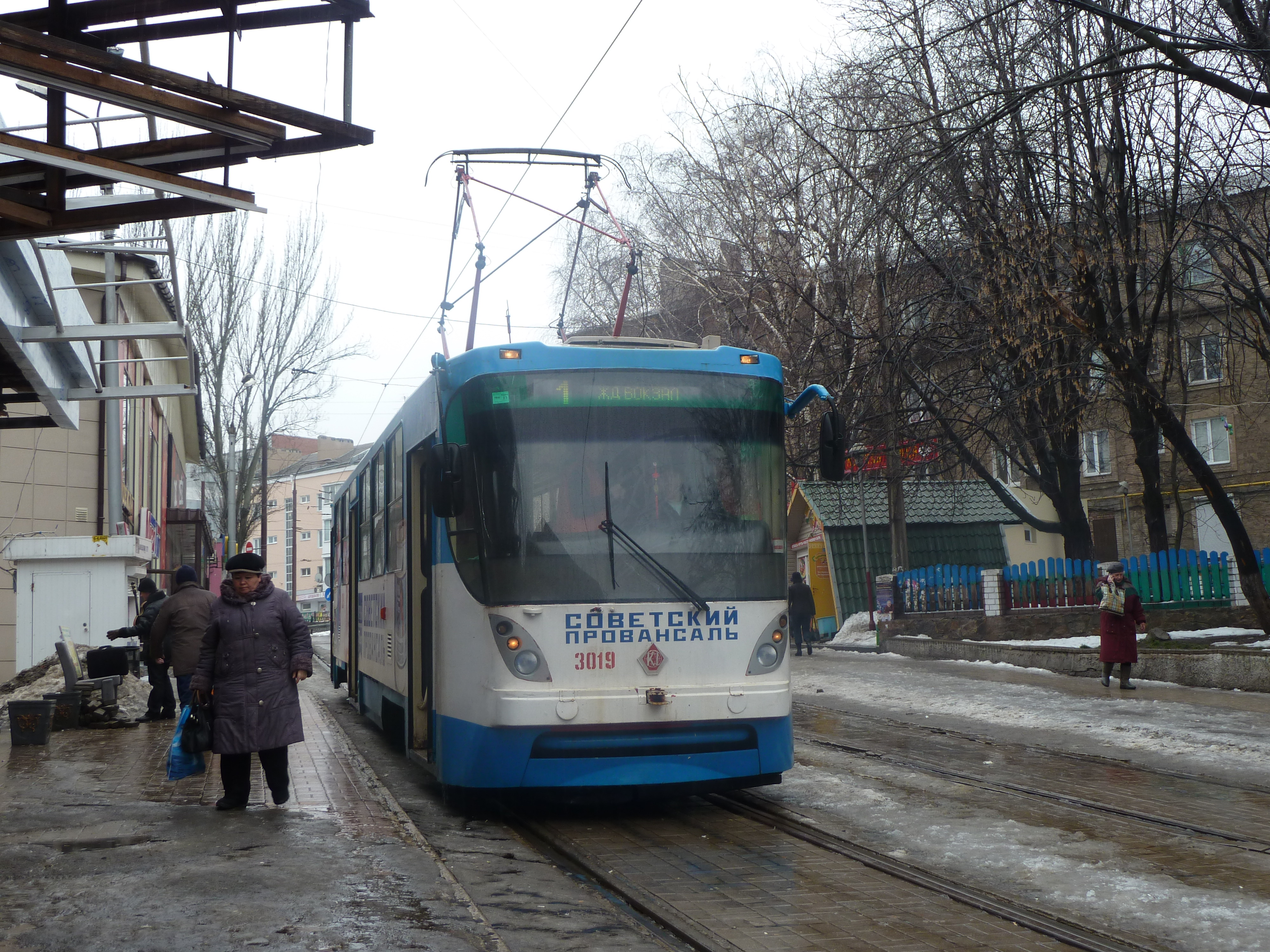
K-1（広告塗装、2013年撮影）
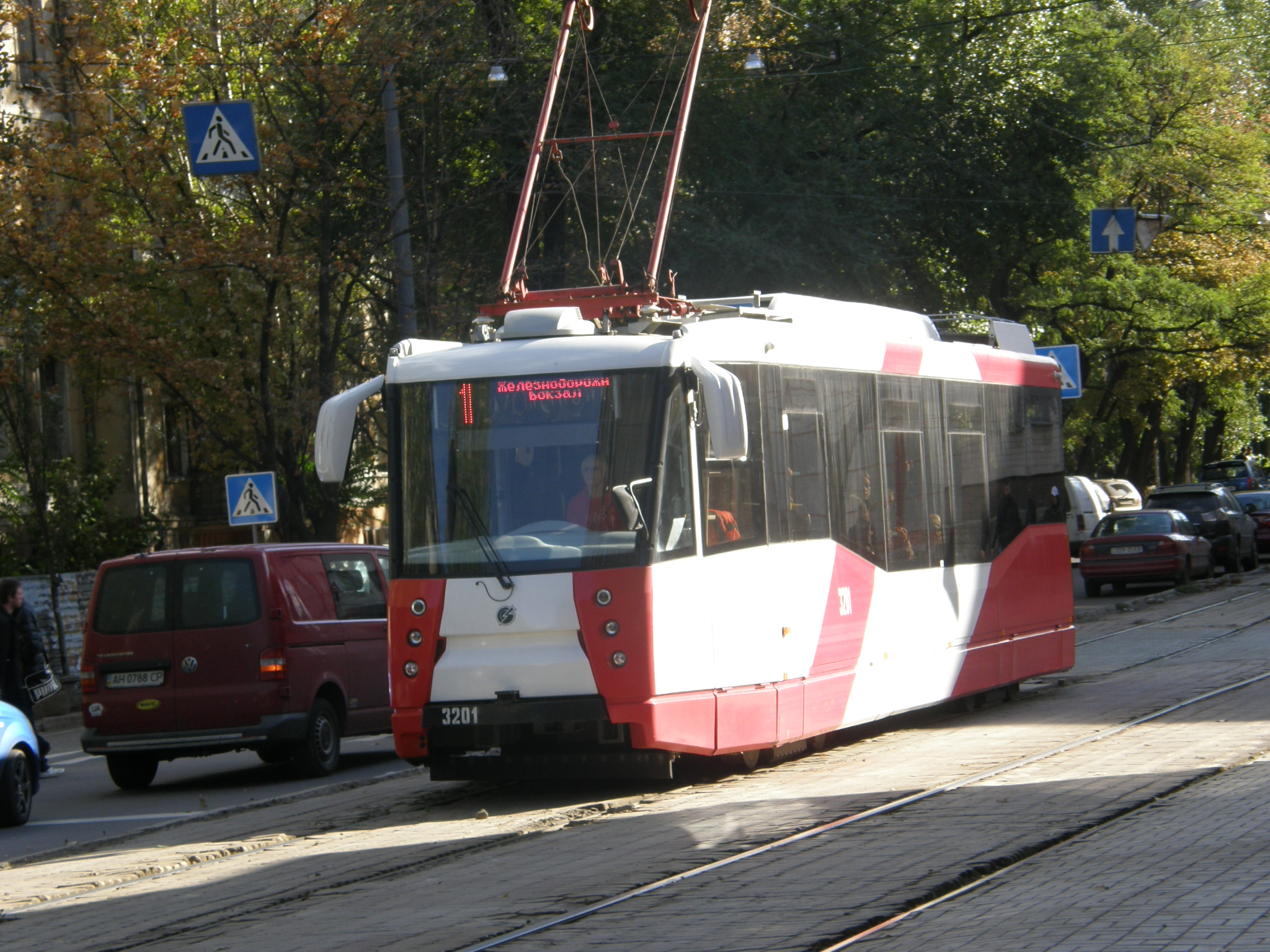
LM-2008（2010年撮影）

### 動態保存・観光用車両
- MTV-82 - リガ車両製作工場製のボギー車で、クッション付きの座席や車内の暖房など従来の車両から車内の快適性が向上した他、信頼性や耐久性も高い評価を得た。1955年から1960年まで導入され、1979年まで営業運転に使用された。そのうち1両は後年に復元工事が行われ、2020年現在動態保存運転に使用されている[1][2]。
- 001 - 元は1963年に製造された事業用車両。1998年に戦前の車両をモデルとした窓が無いレトロ調の観光電車への大改造を受け、以降はMTV-82と共に団体輸送やイベントでの運用を中心に使用されている[13][14]。
- KTV-55 - 現：ウクライナのキエフに存在したキエフ電気輸送工場（Киевский завод электротранспорта）で製造された電車。ドネツィク市電に在籍する車両はキエフ市電からの譲渡車で、営業運転には用いられず事業用車両として在籍した。廃車後は長期にわたって留置され荒廃が進んでいたが、ドネツィク市電が開通90周年を迎えた2018年に動態復元が行われた。同車はKTV-55で唯一現存する車両でもある[2][15][16]。

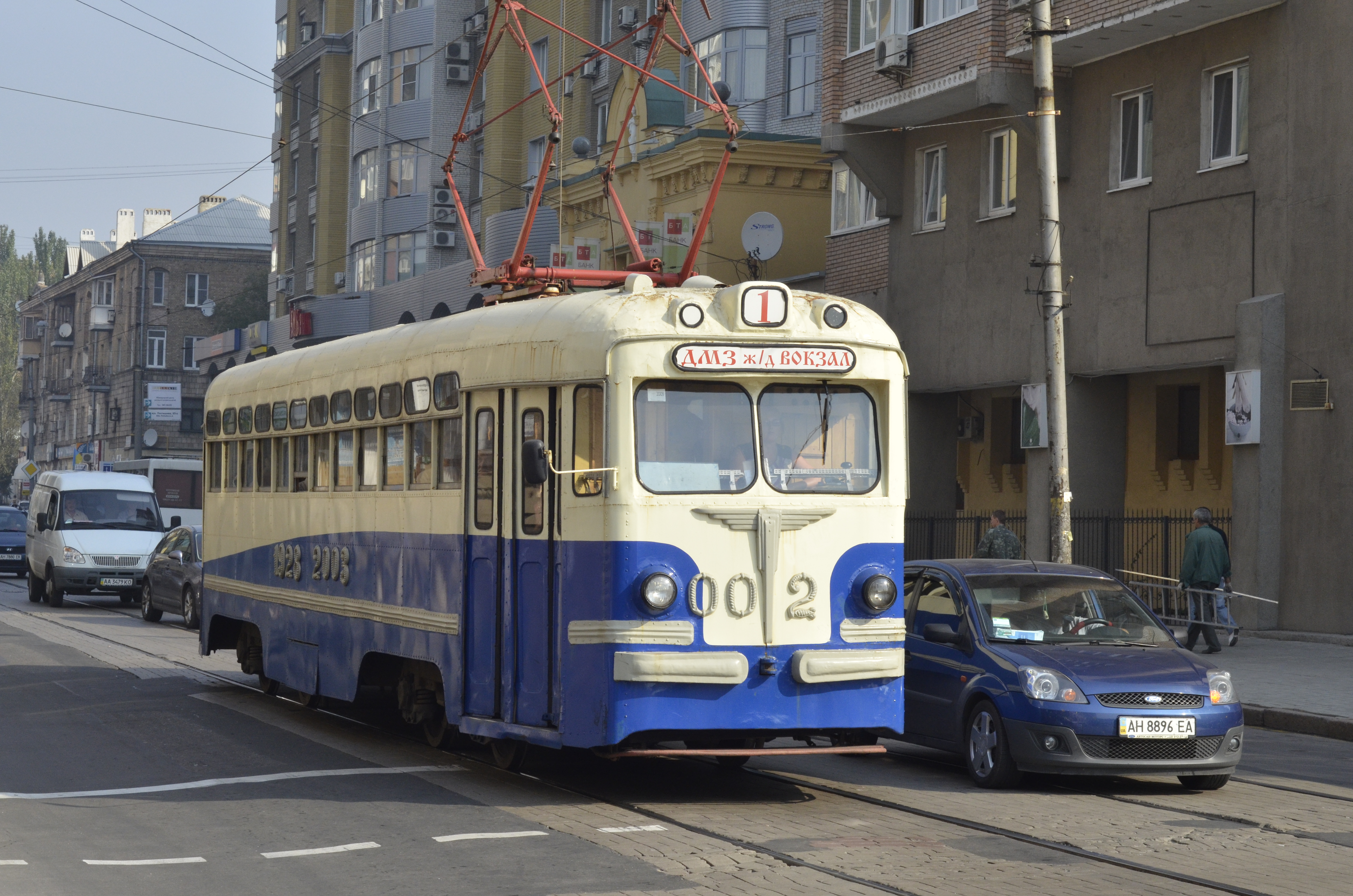
MTV-82（2011年撮影）
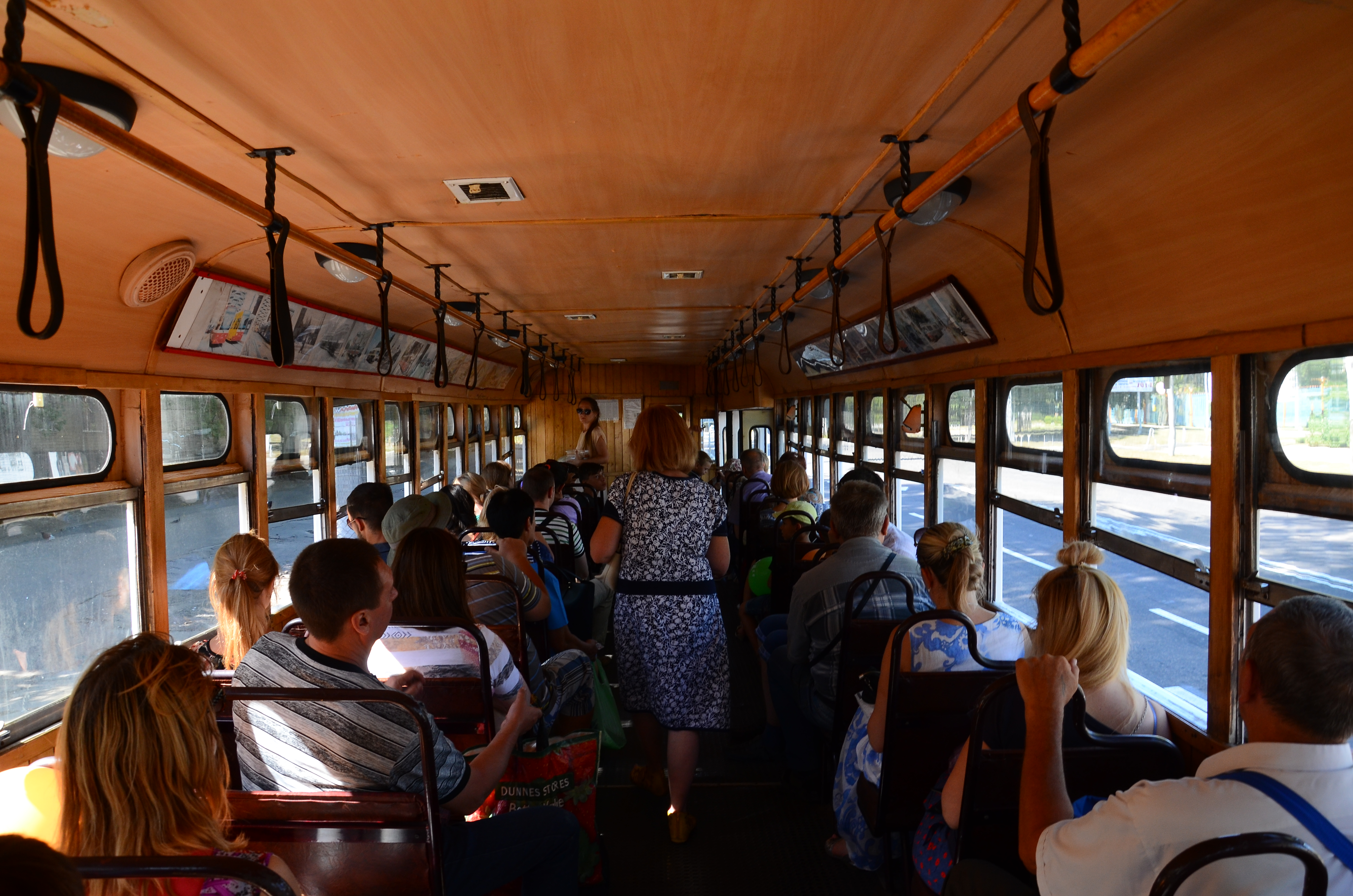
MTV-82（車内）
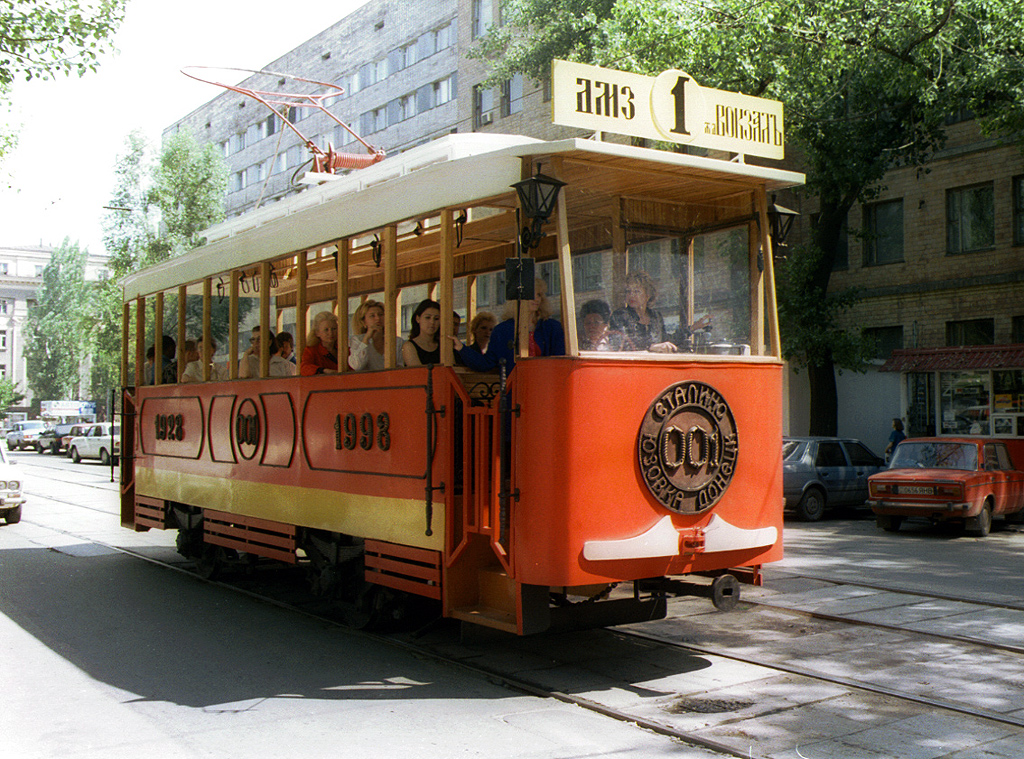
001（2008年撮影）
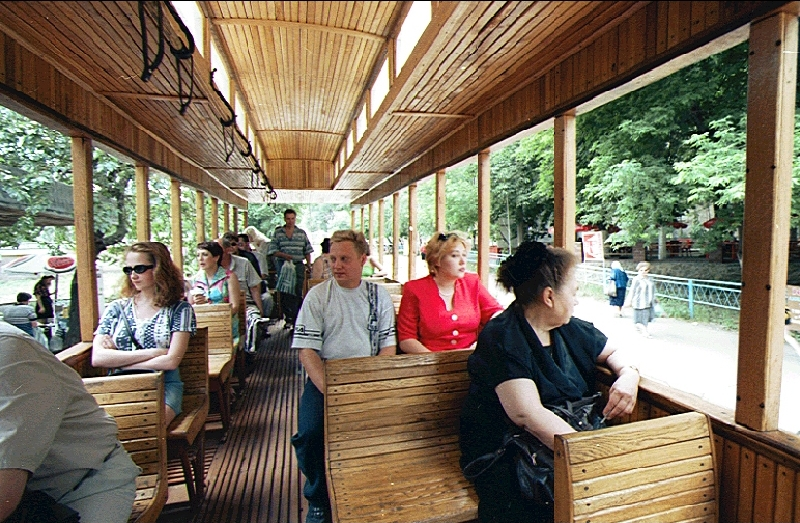
001（車内）

### 過去の車両
- Kh形・M形 - 開業時に導入された半鋼製の2軸車。電動車のKh形による単独運用の他に付随車のM形を1 - 2両連結する列車も存在した。定員は100人で座席配置は当初着席定員24人のロングシートであったが、後年は16人分の1 + 1列配置のクロスシートに改められた。1972年まで営業運転に用いられた[1][2]。
- "プルマン"（«Пульман»） - ドネツィク市電初のボギー車。1932年に2両が導入されKh形やM形の2倍の収容客数を誇ったが、第二次世界大戦（大祖国戦争）により1両が戦災で廃車となった一方、残る1両はドネツィク市電の従業員によって復旧され1955年まで使用された[1][2]。
- KTM-1・KTP-1 - ウスチ＝カタフスキー車両製造工場で生産された、大祖国戦争後初の新造車。電動車のKTM-1と付随車のKTP-1が編成を組み、1949年から1973年まで使用された。廃車後は一部車両が他都市へ譲渡されている[1][2]。
- コロムナ市電からの譲渡車 - 1949年、現：ロシア連邦のコロムナ市電で使用されていた1930年代製のボギー式付随車が10両ドネツィク市電に譲渡され、1963年までKh形に牽引される形で使用された[1][2]。